# Adolf Chybiński
Adolf Eustachy Chybiński (ur. 29 kwietnia 1880 w Krakowie, zm. 31 października 1952 w Poznaniu) – polski muzykolog, historyk muzyki, profesor Uniwersytetu Lwowskiego i Poznańskiego.

## Życiorys
Był synem przemysłowca Adolfa i Marii z Górskich. Kształcił się w gimnazjum w Krakowie, następnie podjął studia z germanistyki, filologii klasycznej i prawa na Uniwersytecie Jagiellońskim (1898–1899). Pobierał ponadto prywatne lekcje gry na fortepianie i z teorii muzyki w Krakowie (1898–1901) u Jana Drozdowskiego; w 1901 wyjechał na dalsze studia do Heidelbergu (do 1902) i Monachium (1904–1908), zgłębiał muzykologię, historię sztuki i filozofię. W 1908 w Monachium obronił doktorat na podstawie pracy Beitrage zur Geschichte des Taktschlegens und des Kapellmeisteramtes in der Epoche der Mensuralmusik. Kontynuował przez kilka lat w Monachium badania nad historią muzyki polskiej, przygotowując pod kierunkiem Guido Adlera rozprawę habilitacyjną. Obronił ją w 1912 (Teoria mensuralna w polskiej literaturze muzycznej I połowy XVI wieku) na Uniwersytecie Lwowskim i został docentem oraz kierownikiem Zakładu Muzykologii tej uczelni. Od 1917 był profesorem nadzwyczajnym, od 1920 profesorem zwyczajnym; w roku akademickim 1928/1929 pełnił funkcję dziekana Wydziału Humanistycznego. W latach 1917–1927 wykładał równocześnie teorię muzyki w Konserwatorium Polskiego Towarzystwa Muzycznego we Lwowie.
Po wojnie został profesorem Uniwersytetu Poznańskiego, kierował Katedrą Muzykologii oraz wykładał historię muzyki staropolskiej, polski folklor muzyczny i teorię muzyki. Przez krótki czas był dyrektorem Opery Poznańskiej (1948). Przewodniczył Sekcji Teoretyków Komisji Programowej Szkolnictwa Muzycznego oraz Państwowej Muzycznej Radzie Wydawniczej.
W pracy naukowej zajmował się historią polskiej muzyki renesansowej i barokowej oraz etnografią muzyczną. Badał twórczość m.in. Mikołaja Gomółki, Jana z Lublina i Jacka Różyckiego. Był inicjatorem akcji sporządzania fotokopii i odpisów z XV–XVIII-wiecznych rękopisów muzycznych, odkrył wiele nieznanych zabytków muzyki polskiej z tego okresu. Przygotował do wydania 22 zeszyty cyklu Wydawnictwa Dawnej Muzyki Polskiej (1928–1951) oraz pojedyncze dzieła dawnych kompozytorów. Zainicjował badania nad polskim folklorem muzycznym oraz zbieranie pieśni ludowych; szczególnie wiele uwagi poświęcił muzyce góralskiej – kultura, a także przyroda Podhala oraz taternictwo były jego pasjami, przez wiele lat współpracował z Muzeum Tatrzańskim w Zakopanem. Wykazał pokrewieństwo niektórych melodii polskich górali tatrzańskich z melodiami górali czeskich, słowackich i węgierskich. Przedstawił własną koncepcję systematyki polskich melodii ludowych, proponując podział podstawowy na melodie taneczne, liryczne i religijne, a dopiero w ramach tych grup bardziej szczegółowe kryteria. Wydał zbiór mniej znanych melodii i pieśni ludowych Śpiewnik krajoznawczy – od Tatr do Bałtyku (1951), brał udział w pracach redakcyjnych nad dziełem Analiza i objaśnienia dzieł wszystkich Fryderyka Chopina.
Był redaktorem czasopism „Kwartalnik Muzyczny” (1928–1931, 1948–1950) i „Polski Rocznik Muzykologiczny” (1935–1936). Ogłosił ponad 600 publikacji, m.in.:
- „Bogurodzica” pod względem historycznomuzycznym (1907)
- O metodach zbierania i porządkowania melodyj ludowych (1907)
- Materiały do dziejów królewskiej kapeli rorantystów na Wawelu 1540-1624-1694 (1910–1911, 2 części)
- W obronie melodyj ludowych (1910)
- Tabulatura organowa Jana z Lublina, 1540 rok (1911–1914, 4 części)
- Krakowskie inwentarze muzyczne z XVI wieku (1912)
- Mikołaj Gomółka i jego psalmy w świetle najnowszych badań (1912)
- Nieznane listy Stanisława i Aleksandry Moniuszków (1916)
- O organizację pracy nad melodjami ludowemi (1922)
- Instrumenty muzyczne ludu polskiego na Podhalu (1924)
- Dzwony pasterskie na Podhalu (1925)
- O kilku domniemanych, znanych i nieznanych kompozytorach polskich XVII i XVIII wieku (1925)
- Wskazówki zbierania melodyj ludowych (1925)
- W sprawie regionalizmu muzycznego w Polsce (1925)
- Kilka wiadomości o kulcie muzyki w klasztorze benedyktyńskim w Tyńcu (1926)
- Muzycy włoscy w kapelach katedralnych krakowskich, 1619–1657 (1927)
- Biografia Sebastjana z Felsztyna (1929)
- O motetach Wacława z Szamotuł, zmarłego 1572 (1929)
- O źródłach i rozpowszechnieniu dwudziestu melodii ludowych na Skalnym Podhalu (1933)
- O organizację pracy nad polską pieśnią ludową (1934)
- O potrzebach polskiej etnografii muzycznej (1947)
- Mieczysław Karłowicz. Kronika życia artysty i taternika (1949)
- Słownik muzyków dawnej Polski (1949)
- Karol Szymanowski a Podhale (1958)

Odkrył rękopis partytury tzw. kantaty myśliwskiej uznawanej dziś za pierwszą polską zachowaną operę - Heca albo polowanie na zająca.

W 1929 został członkiem korespondentem, w 1945 członkiem czynnym PAU; krótko przed śmiercią otrzymał godność członka tytularnego PAN (1952). W latach 1948–1949 był członkiem Komisji Muzykologicznej PAU. Od 1920 należał do Towarzystwa Naukowego we Lwowie. W 1948 był jednym z członków założycieli Związku Kompozytorów Polskich, pełnił funkcję wiceprezesa Sekcji Muzykologii. Ponadto działał w Poznańskim Towarzystwie Przyjaciół Nauk oraz Polskim Towarzystwie Tatrzańskim (członek honorowy). Został uhonorowany dwiema księgami pamiątkowymi (1930 i 1950), przyjaźnił się z Mieczysławem Karłowiczem, Grzegorzem Fitelbergiem, Ludomirem Różyckim, Karolem Szymanowskim, Jarosławem Iwaszkiewiczem, Janem Gwalbertem Pawlikowskim. Do grona jego uczniów należeli m.in. Józef Michał Chomiński i Zofia Lissa.

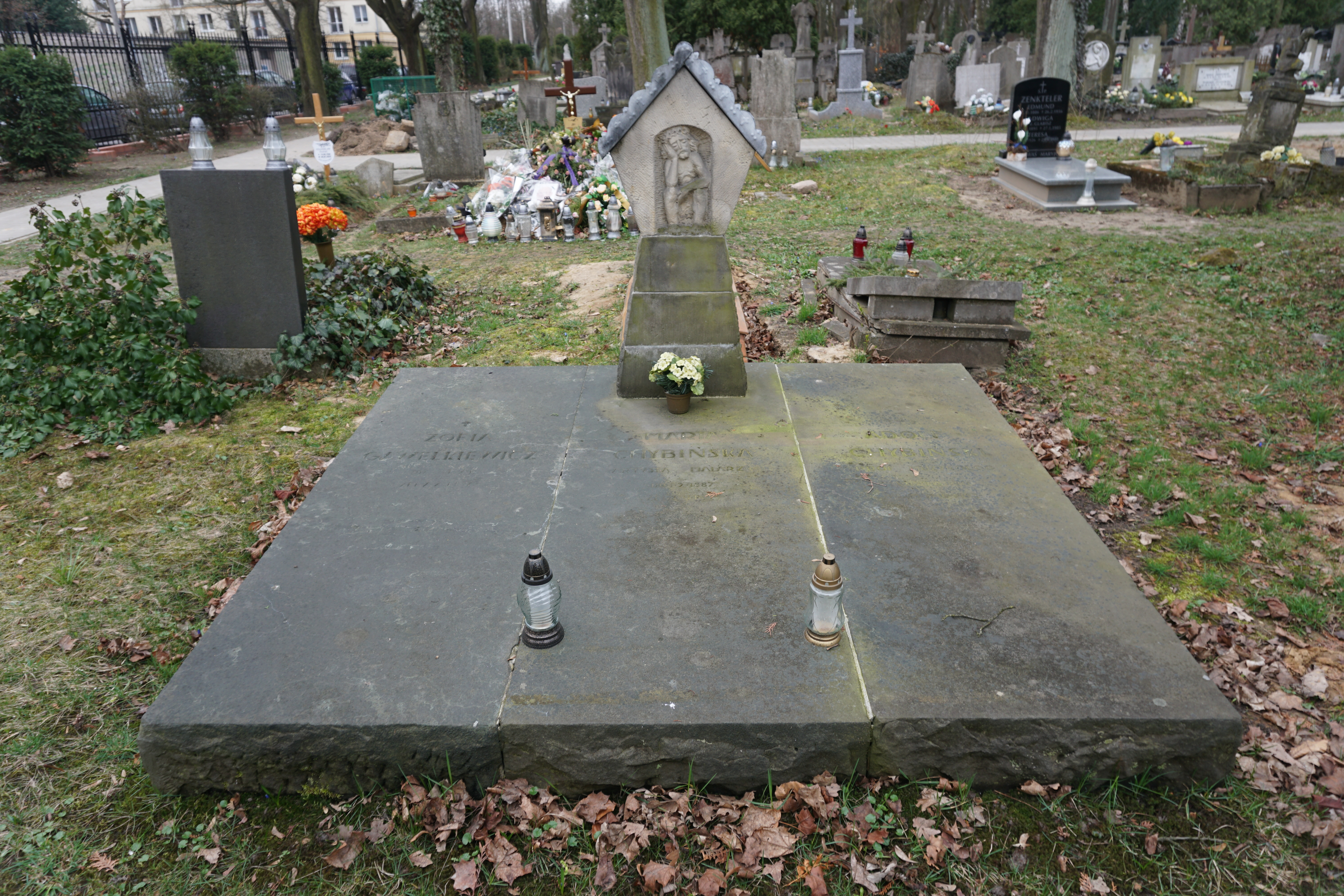
Grób Adolfa i Marii Chybińskich na cmentarzu Jeżyckim w Poznaniu.

W 1947 został laureatem nagrody województwa poznańskiego za całokształt pracy naukowej, w 1951 nagrody państwowej I stopnia. Również w 1951 nadano mu doktorat honoris causa Uniwersytetu Poznańskiego.
Zmarł w Poznaniu. Został pochowany na cmentarzu Jeżyckim (kwatera L-2-44).

## Ordery i odznaczenia
- Order Sztandaru Pracy I klasy (1951)[3][5]
- Krzyż Komandorski Orderu Odrodzenia Polski (27 listopada 1929)[6][7][8]
- Złoty Krzyż Zasługi (19 stycznia 1937)[9][10]